# Eunòmia (Hores)

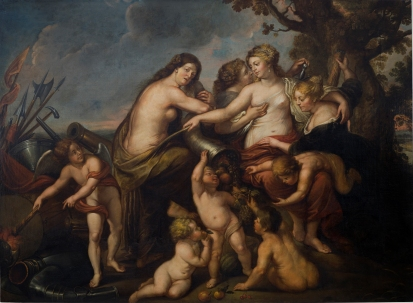
Al·legoria de la Pau i la felicitat de l'Estat. En aquesta obra provinent del taller de Rubens hi apareix Eunòmia (la justícia humana), que apareix abraçant el corn de l'abundància, Dike (el bon govern) i Irene al centre. Obra conservada a la Biblioteca Museu Víctor Balaguer de Vilanova i la Geltrú

Segons la mitologia grega, Eunòmia (en grec antic: Εὐνομία 'el bon ordre') va ser una de les Hores, filla de Zeus i Temis, i es considerava la deessa de la disciplina i de l'ordre humà. Segons Hesíode tenia per germanes Irene i Dice. Els atenesos anomenaven a les tres germanes Tal·lo, Auxo i Carpo, noms que recorden els conceptes de brotar, créixer i fructificar. Eren, com a filles de Temis (la Justícia), protectores de la societat, i també divinitats propiciatòries de la natura.
Aquesta deessa, o bé una altra del mateix nom, hauria pogut ser una filla d'Hermes i Afrodita segons una tradició.